# Fernando Álvarez de Toledo ''el Borni''
Fernando o Fernán Álvarez de Toledo, apodat «el Tuerto» (Toledo c. 1325- 29 de novembre, Lisboa, 1384 ) fou un noble i richome castellà que va passar a ser el segon senyor de Valdecorneja i Robledo. Era fill de García Álvarez de Toledo, alcalde major de Toledo.

## Família
Fernando Álvarez de Toledo era fill de Garci Álvarez de Toledo, alcalde major de Toledo, i de la seva esposa Mencía Téllez, filla de Tel García de Meneses (m. 1292), agutzil major de Toledo, i de María Gómez de Toledo. El seu avi patern va ser Juan Álvarez de Toledo —fill d'Álvaro Ibáñez—, qui, juntament amb el seu germà García, va ser executat el 1289 per ordre del rei Sanç IV de Castella.
Va tenir quatre germans: Juan Álvarez de Toledo, probablement el més gran dels germans, encara vivia el 1335 però va haver de morir abans que el seu pare, Hernandger Álvarez de Toledo, bisbe de Palència, cardenal i canceller de la reina Joana Manuel;{nota a} García Álvarez de Toledo, (m. Ciudad Rodrigo, 1370), mestre de l'Orde de Santiago, majordom major de la reina consort de Castella, Joana Manuel de Villena i de l'infant Alfons de Castella —fill del rei Pere I— i I senyor d'Oropesa, Valdecorneja, Piedrahíta i La Horcajada; i Teresa García, monja al monestir de Santo Domingo el Real de Toledo.{nota b}

## Biografia
Fernando Álvarez de Toledo va ser el II senyor de les viles de Valdecorneja i Robledo per succeir el seu germà García. Es va mantenir fidel al rei Pere I de Castella. El 1358 era el cabdill més gran dels escuders del Cos del Rei, una escorta composta per dos-cents homes a cavall. Aquest mateix any, va estar al comandament d'una galera en la guerra contra els aragonesos. El 1364 va perdre un ull en una expedició contra València, d'aquí el seu apodo «el Tuerto». Va ser agutzal major de Toledo el 1367, notari major del regne de Toledo entre 1361 i 1368 i notari major del regne de Lleó. Després de la mort del rei Pere, «va saber adaptar-se a la nova situació després del fratricidi de Montiel» i va ser mariscal de Castella des de 1382 i majordom major de la reina Joana Manuel de Villena el 1381, càrrec que també va succeir el seu germà García.
El 1377 va comprar les terres gairebé despoblades d'Higares, a la Sagra, a Mencía López. Aquestes terres havien estat donades el 1231 pel rei Fernando III de Castella a l' Ordre Teutònica que, al seu torn, el 1355 les va vendre a Alfonso Ruiz, Canciller Mayor i la seva esposa Mencía López. «Amb aquesta compra, es produeix l'assentament del llinatge dels Álvarez de Toledo, els quals crearan un domini territorial sobre l'antiga vila, qualificada de senyoriu pairal, i la jurisdicció del qual s'adquireix al segle XVII». El seu fill Fernán Álvarez de Toledo va heretar Higares i va ser el seu primer senyor.
Va morir el 1384 com a conseqüència de la pesta durant el setge de Lisboa. Va rebre sepultura a l'església del convent de Santo Domingo a Piedrahíta, Àvila, que ell i la seva esposa havien fundat.

## Matrimoni i descendència
Fernando va contreure matrimoni en 1366 amb Leonor d'Ayala, senyora de Torrejón de Velasco, filla de Fernán Pérez d'Ayala, senyor de la Casa d'Ayala, i d'Elvira de Ceballos. Van ser pares de:
- - García Álvarez de Toledo, mort en 1430, va ser el tercer senyor de Valdecorneja.[11] Contreu matrimoni amb Constanza Sarmiento,[11] filla de Pedro Ruiz Sarmiento i Juana de Guzmán. El fill d'aquest matrimoni, Fernando Álvarez de Toledo i Sarmiento va ser el primer comte d'Alba de Tormes.[13]
  - Gutierre de Toledo, ardiaca de Guadalajara, bisbe de Palència, arquebisbe de Sevilla, arquebisbe de Toledo (juny de 1442),[11] canceller major de la reina Leonor i primer senyor d'Alba de Tormes[11] en 1430 per mercè del rei Joan II de Castella.
  - Juan Álvarez de Toledo, va morir jove sense descendència.[12]
  - Fernán Álvarez de Toledo, anomenat «el Vell»[11] I senyor de Higares, es va casar amb Teresa d'Ayala[11] (m. 1433), II senyora de Pinto,[14] filla de Pedro Suárez de Toledo i de Juana Meléndez d'Orozco.[12][15] primogènit, Pedro Suárez de Toledo, que va heretar el senyoriu de la seva mare, mentre que el seu fill García (m. 1474), va heretar el de Higares.[16]
  - Leonor de Toledo.[11] No va tenir successió de cap dels seus dos matrimonis; el primer amb Ruy Díaz de Rojas, senyor de Bellota, i el segon amb Rubín de Bracamonte,[17] almirall de França. Leonor va atorgar testament a Toledo el 2 de juliol de 1438.[18]
  - Maria de Toledo, esposa de Diego Fernández de Quiñones,[19] fill de Diego Fernández Vigil d'Aller i de Leonor Suárez de Quiñones.[20]
  - Teresa de Toledo.[21]